# مجلس شيوخ ولاية ويسكونسن
مجلس شيوخ ولاية ويسكونسن (بالإنجليزية: Wisconsin State Senate) هو مجلس شيوخ ولاية ويسكونسن الأمريكية، وهو المجلس الأعلى في هيئة ويسكونسن التشريعية.

## طالع أيضًا
- هيئة ويسكونسن التشريعية